# Абдулахи Шеху
Абдулахи Усман Шеху (на английски: Shehu Usman Abdullahi) е нигерийски футболист, който играе на поста дефанзивен полузащитник.

## Кариера
Шеху започва професионалната си кариера през 2012 в Кано Пиларс. През лятото на 2014 година преминава в кувейтския Ал Кадсия, като изиграва 7 мача и вкарва 1 гол. Година по-късно става част от португалския Униао Мадейра, с чийто екип записва 30 мача и вкарва 1 гол. От лятото на 2016 година е собственост на кипърския Анортозис, като изиграва 56 мача с 4 гола. В началото на 2018 година преминава в турския Бурсаспор записвайки 60 мача с 5 гола. През лятото на 2020 година се завръща в Кипър, обличайки екипа на гранда Омония Никозия.

### Левски София
На 16 септември 2022 г. Абдулахи е обявен за ново попълнение на Левски (София). Дебютира на 8 октомври при победата с 1:0 като домакин на Ботев (Пловдив)

## Национална кариера
На 11 януари 2014 г. Шеху дебютира в официален мач за националния отбор на Нигерия, при загубата с 2:1 от националния отбор на Мали, в среща от Шампионата на африканските нации през 2014 г.

## Успехи
Омония Никозия
- Кипърска първа дивизия (1): 2020/21
- Купа на Кипър (1): 2022
- Суперкупа на Кипър (1): 2021

 Ал Кадсия
- Купа на Емира на Кувейт (1): 2015
- Суперкупа на Кувейт (1): 2014
- АФК Купа (1): 2014